# Le Pilote (film)
Pour les articles homonymes, voir Le Pilote.
Le Pilote (Spin) est un film américain de James Redford sorti en 2003.

## Synopsis
Après le décès de ses parents dans un accident d'avion, Eddie est hébergé par son oncle. À l'école, une dénommée Francesca va aider le garçon à sortir de son isolement.

## Fiche technique
- Titre original : Spin
- Réalisation : James Redford
- Genre : Drame
- Pays :  États-Unis

## Distribution
- Ryan Merriman : Eddie Haley
- Paula Garcés : Francesca
- Ruben Blades : Ernesto
- Stanley Tucci : Frank Haley
- Dana Delany : Margaret